# Liz en Septiembre
Pour plus de détails, voir Fiche technique et Distribution.
Liz en Septiembre est un film vénézuélien réalisé par Fina Torres et sorti en 2014.

## Synopsis
Chaque année, Liz (Patricia Velásquez), une sorteuse invétéré et coureuse de jupons, fête son anniversaire avec ses amies sur une plage des Caraïbes retirée.
Cette année est différente car elle est malade, mais déteste la pitié.

## Fiche technique
- Titre original : Liz en Septiembre
- Titre international : Liz in September
- Titre français :
- Réalisation : Fina Torres
- Scénario : Fina Torres et d'après le roman Last Summer at Bluefish Cove (en) de Jane Chambers (en)
- Direction artistique :
- Décors :
- Costumes :
- Montage :
- Musique :
- Photographie :
- Son :
- Production :
- Sociétés de production :
- Sociétés de distribution :
- Budget :
- Pays d’origine :  Venezuela
- Langue originale : espagnol
- Format : couleur
- Genre : Film dramatique, romance saphique
- Durée : 100 minutes
- Dates de sortie :
- Venezuela : 3 octobre 2014 sortie cinéma à Caracas
- États-Unis
  - 25 avril 2015 (Miami Gay and Lesbian Film Festival)
  - 19 juin 2015 au Festival du film Frameline de San Francisco
- Canada : 24 octobre 2015 (Ottawa LGBT Film Festival)

## Distribution
- Patricia Velásquez : Liz
- Eloísa Maturén : Eva
- Mimí Lazo : Dolores
- Danay García : Coqui
- Arlette Torres : Any
- Elba Escobar : Margot
- Sheila Monterola : Eulalia
- Luis Gerónimo Abreu (es) : Carlos
- Martín Brassesco : l'ex-mari
- María Luisa Flores : Alex
- Karina Velásquez : Yoanda